# 伸哉
伸哉（しんや、1995年2月14日 - ）は、日本の俳優。神奈川県出身。

## 人物
20歳から22歳までの約1年半をカナダのトロントにて過ごす。 帰国後、IT企業に就職するが、俳優業を始めるために退職。映画「東京リベンジャーズ」(21’)にてデビュー。

## 出演

### 映画
- 東京リベンジャーズ（2021年）-  渋工不良（キヨマサの仲間） 役
- キングダム2 遥かなる大地へ（2022年）
- 有り、触れた、未来（2023年、Atemo） - 保育士 役
- 生きない（2023年）[2]
- 陰陽師０（2024年） - 学生（がくしょう）役

### ドラマ
- 天国と地獄（2021年、TBSテレビ） 第5話 - 黒服　役
- 闇金サイハラさん（2022年、MBS 毎日放送） - 象山の手下　役
- ドラフトキング（2023年、WOWWOW）
- ダブルチート 偽りの警官 Season1 第7話（2024年6月7日、テレビ東京・WOWOW）
- 地面師たち (2024、Netflix) 第6話 - 沖縄の男　役
- 龍が如く〜Beyond The Game〜 (2024、Amazon prime)第1話 - 五郎 役
- CONNECT 覇者への道 (2025、U-NEXT)第8,9話 火野久則 役
- ドンケツ (2025、DMM TV)第1話
- 幸せカナコの殺し屋生活 (2025、DMM TV)第3話

### CM
- STORES（2020年） - 応援団　役

### Youtube
- はなおでんがん　「ヤンキー生徒を操って超天才ドッキリしたら教師の反応がマジ大爆笑すぎた」
- ヨビノリたくみ　「ヤンキー相手に最後まで授業できるか」